# SN 2001hj
SN 2001hj – supernowa odkryta 12 listopada 2001 roku w galaktyce A022730+0024. W momencie odkrycia miała maksymalną jasność 24,70m.